# Claudia de Breij
Claudia de Breij (* 13. März 1975 in Utrecht) ist eine niederländische Kabarettistin und Rundfunkjournalistin.

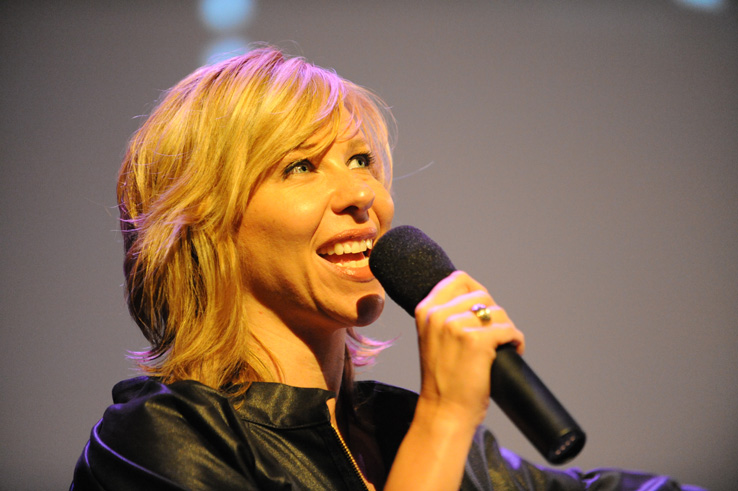
Claudia de Breij

## Leben
Nach ihrer Schulzeit in Culemborg am Koningin Wilhelmina College studierte De Breij in Utrecht. De Breij war danach als Journalistin im niederländischen Hörfunk und Fernsehen tätig und zeigte eigene Kabarettprogramme. Sie moderierte verschiedene Unterhaltungsshows.
Von 2005 bis 2011 war De Breij mit der Fernsehmoderatorin Conny Kraaijeveld verheiratet., das Paar trennte sich 2011 nach 6 Jahren Ehe.

## Filmografie
Fernsehen
- Wat nou pubers, 1999
- VARA Laat/Vara Live, 2003–2005
- Kopspijkers, zusammen mit Jack Spijkerman, 2004
- Kinderen voor Kinderen, 2004, 2005, 2009
- Presentatie Live 8, 2005
- Presentatie oudejaarsprogramma VARA's Vuurwerk, 2005
- Claudia's Showboot, 2006
- 3FM Awards, Präsentation, 2007
- De Wereld Draait Door, 2006–2008
- De zomer draait door, 2007 (30. Juni, vervanger Matthijs van Nieuwkerk, zusammen mit Jan Mulder)
- Wat heet!, 2007
- Thank God it's Friday, 2007–2008
- Claudia op Vrijdag, seit 2009

## Theater (als Schauspielerin)
- De Wilde Frisheid, 2002–2003
- Claudia Zuigt, 2003–2005
- Hallo lieve mensen, 2005–2007
- iClaudia, 2007–2009
- Hete Vrede, seit 2009

## Schriften
- Krijg nou tieten!, Amsterdam, Uitgeverij Nieuw Amsterdam, 2009
- Dingen die fijn zijn, Amsterdam, Uitgeverij Nieuw Amsterdam, 2009

## Preise und Auszeichnungen
- CabaretAward für 'Beste Cabaretière 2004’
- Zilveren radioster für 'beste radiovrouw van het jaar 2006'
- Theater Affiche Prijs